# Poço de Jacó

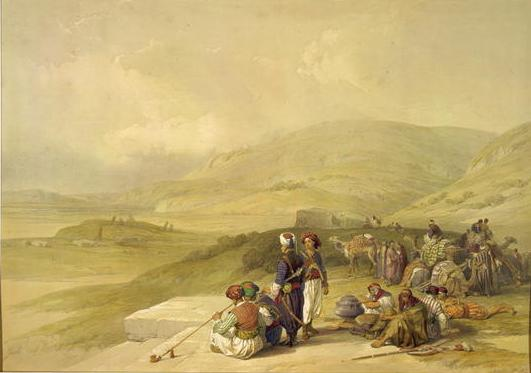
Poço de Jacó em 1839.

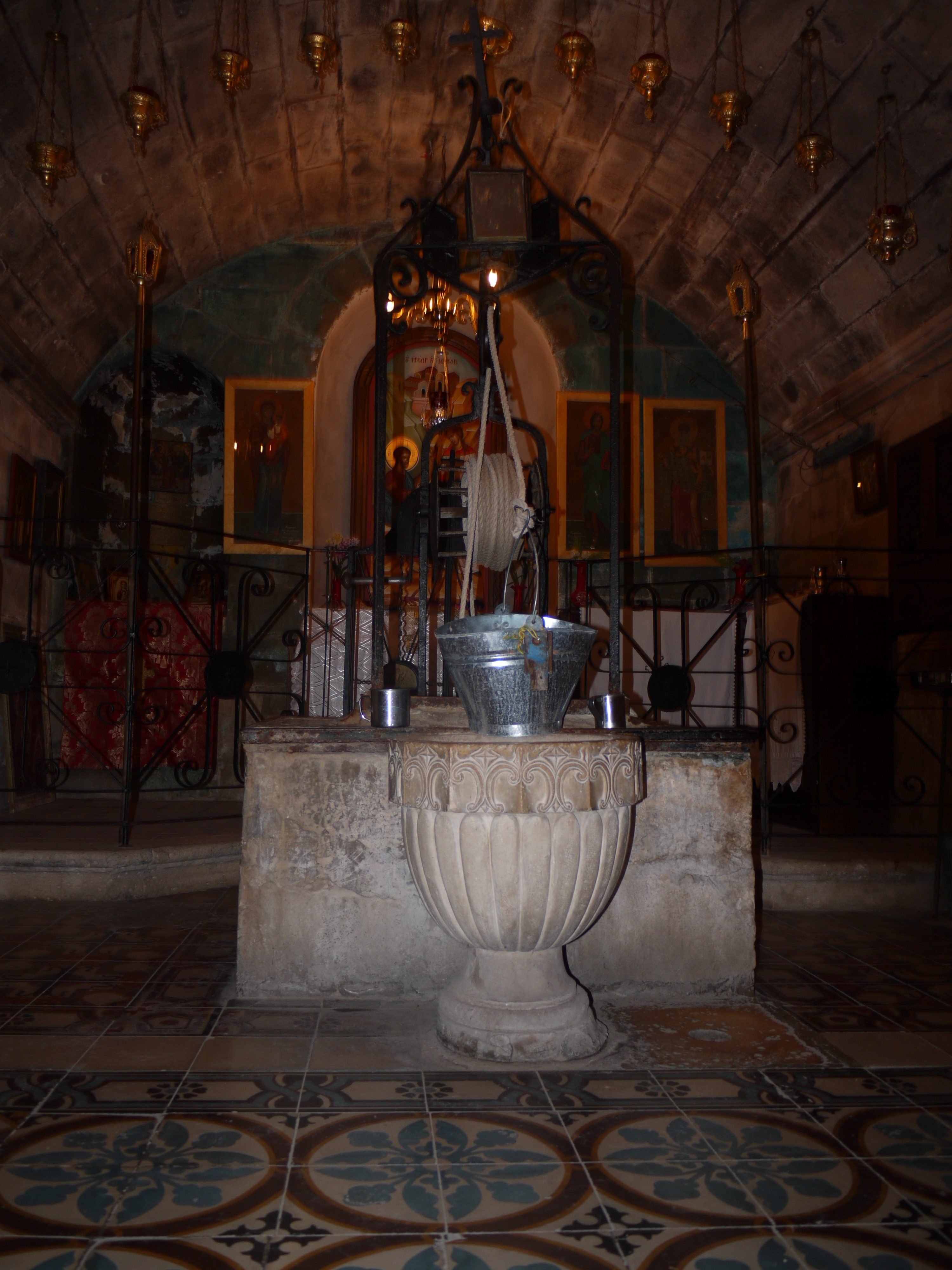
Poço de Jacó em 2013.

Poço de Jacó, também conhecido como Fonte de Jacó e Poço de Sicar, é um poço profundo escavado na rocha sólida que tem sido associado a tradição religiosa com Jacó por cerca de dois milênios. Está situado a uma curta distância do sítio arqueológico de Tell Balata, que é considerado como o local de Siquém bíblica.
O poço atualmente encontra-se dentro do complexo de um mosteiro ortodoxo oriental de mesmo nome, na cidade de Nablus, na Cisjordânia.

## Significado religioso
Tradições cristãs, judaicas, samaritanas e muçulmanas associam o poço a Jacó. O poço não é especificamente mencionado no Antigo Testamento, mas (Gênesis 33:18-20) afirma que, quando Jacó voltou a Siquém de Padã-Arã, ele acampou antes da cidade e comprou o terreno em que ele armou a sua tenda. Os estudiosos da Bíblia afirmam que o lote de terra é o mesmo sobre o qual o poço de Jacó foi construído.
Poço de Jacó é mencionado pelo nome no Novo Testamento (João 4:5-6), que diz que Jesus Cristo "veio a uma cidade da Samaria, chamada Sicar, perto do campo que Jacó dera a seu filho José. Poço de Jacó estava lá." O Evangelho de João continua a descrever uma conversa entre Jesus e uma mulher samaritana (chamado Fotina na tradição ortodoxa), que teve lugar enquanto Jesus estava descansando à beira do poço (João 4:7-15).

## História
Os escritos de peregrinos indicam que o poço de Jacó foi situado dentro de diferentes igrejas construídas no mesmo local ao longo do tempo. Até o 330 d.C., o local tinha sido identificado como o lugar onde Jesus realizou a sua conversa com a mulher samaritana, e foi, provavelmente, a ser utilizado para batismos cristãos. Por 384, uma igreja cruciforme foi construída sobre o local, e é mencionado nos escritos de Jerônimo de Estridão do século IV. Esta igreja foi provavelmente destruída durante as revoltas samaritanas de 484 ou 529. Posteriormente reconstruída por Justiniano, esta segunda igreja da Era Bizantina ainda estava de pé em 720, e, possivelmente, no início do século IX.
A igreja bizantina estava definitivamente em ruínas quando os Cruzados ocuparam Nablus em agosto de 1099; no início do século XII, peregrinos mencionaram o poço sem mencionar uma igreja. Há relatos do século XII mencionando uma igreja recém-construída junto ao poço de Jacó. O primeiro relato definitivo vem de Libellus de locis sanctis de Teodorico, que escreve: "O poço ... é meia milha de distância da cidade [Nablus]: ela se encontra em frente ao altar na igreja construída sobre ele, em que as freiras se dedicam para o serviço de Deus. Este poço é chamado a Fonte de Jacó". Nesta época de cruzadas a igreja foi construído em 1175, provavelmente devido ao apoio da rainha Melisende, que foi exilada em Nablus em 1152, onde viveu até sua morte em 1161. Esta igreja parece ter sido destruída após a vitória de Saladino sobre os cruzados na Batalha de Hatim em 1187.
Em março de 1697, quando Henry Maundrell visitou o poço de Jacó, a profundidade da água no poço media 4,6 m. Edward Robinson visitou o local em meados do século XIX, descrevendo os "restos da antiga igreja", encontrando-se um pouco acima do poço para o sudoeste como uma "massa disforme de ruínas, entre as quais são fragmentos de cinza, colunas de granito, ainda mantendo o seu antigo polimento." Os cristãos locais continuaram a venerar o lugar, mesmo quando ele estava sem uma igreja. Em 1860, o local foi adquirido pelo Patriarcado Ortodoxo Grego e uma nova igreja, dedicada à Santa Fotina, foi construída. Em 1927, um terremoto veio destruir o templo.
Abuna Justino, um padre ortodoxo grego muito respeitado em Nablus, posteriormente liderou um enorme projeto de reconstrução. O poço de Jacó já foi restaurado e uma nova igreja construída de acordo com o antigo projeto da igreja da Era dos Cruzados, abrigando o poço dentro dela em uma cripta em um nível inferior.

## Descrição física e localização
Poço de Jacó está localizado a 76 metros de Tell Balata, na parte oriental da cidade de Nablus dentro do recinto do mosteiro de Bir Iacube (Bir Ya'qub). O poço é localizado na entrada da igreja nos terrenos do mosteiro, e descendo as escadas até a cripta onde o poço é conservado junto com "um pequeno guincho, um balde, ícones de ex-votos e muitas velas acesas". A tumba de José está localizado ao norte do poço de Jacó em um prédio da Era Otomana marcado por uma cúpula branca.
De acordo com o Major Anderson, que visitou o local em 1866, o poço tem: "Uma abertura estreita, apenas o suficiente para permitir que o corpo de uma pessoa possa passar de braços abertos, e este gargalo estreito, o que é cerca de 4 m de comprimento, abre-se para dentro do poço, que tem a forma cilíndrica, e é aberta com cerca de 7 pés e 6 polegadas de diâmetro. O poço e sua parte superior construídos de alvenaria, e o poço parece ter sido afundado através de uma mistura de fragmentos de solo de aluvião e pedra calcária, até que um leito compacto da montanha calcária foi alcançado, tendo estratos horizontais, que podem ser facilmente trabalhados, e o interior do poço tem a aparência de ter sido alinhado por meio de alvenaria ". Com base numa medição realizada em 1935, a profundidade total do poço é de 42 metros.